# 佐藤真由美 (アナウンサー)
佐藤 真由美（さとう まゆみ、1969年8月27日 - ）はオールウェーブ・アソシエツ所属のフリーアナウンサー。NHK　Eテレ毎週土曜放送「チョイス@」ナレーター

## 略歴
東京都出身。1992年にテレビ朝日系列　広島ホームテレビに入社し、以後報道制作局で8年間勤務する。2000年3月で広島ホームテレビを退社した後はフリーに転身し、『NHK　BS1　東京マーケット情報』のキャスターを務めたほか、 現在NHK　Eテレ「チョイス＠」ナレーション。株式会社KEE’Sアナウンススクール講師を務めている。
上級心理カウンセラー資格、食生活アドバイザー資格を保有している。

## 主な出演番組

### フリー転身後
- 東京マーケット情報（NHK　BS1）　キャスター
- 趣味悠々（NHK教育　Eテレ）　ナレーション
- 東証アローズTV（スカパー!）
- チョイス@病気になったとき（NHK教育　Eテレ）　ナレーション
- BSフジ　サンデースペシャル「2018年宇宙の旅」
- BS朝日　「夫婦歳時記」ナレーション
- BS　TBS「奇跡の絶景　霊峰富士」ナレーション
- NHK　BS1「今日の世界」ニュースリーダー　ほか

### 広島ホームテレビ時代
- HOMEステーションEYE：キャスター
- HOMEスーパーJチャンネル：キャスター
- 朝だ!生です 旅サラダ：中継リポーター
- 番組BAN BAN：パーソナリティ
- ひろしまVOICE：メインMC
- ハローひろしま
- 速報!甲子園への道